# Trichacanthocinus rondoni
Trichacanthocinus rondoni är en skalbaggsart som beskrevs av Stefan von Breuning 1963. Trichacanthocinus rondoni ingår i släktet Trichacanthocinus och familjen långhorningar.
Artens utbredningsområde är Laos. Inga underarter finns listade i Catalogue of Life.